# مارسیانوس
فلاویوس مارسیانوس (به لاتین: Flavius Marcianus Augustus) امپراتور بیزانس از سال ۴۵۰ تا آخر عمر بود. دوران زمامداری وی دوره بازیابی اقتصادی و خاموش‌سازی تهدیدهای بیرونی و از سویی جدایی بیشتر از روم باختری بود.

## زندگی‌نامه
دوران جوانی‌اش را سرباز بود و در جنگ با ایران‌یان و وندال‌ها شرکت کرد. در ۴۳۱ بدست وندال‌ها اسیر شد اما در زمان زمامداری ژنسریک، با ادای سوگند به عدم لشکرکشی دوباره به ایشان، آزاد شد. وی دو بار ازدواج کرد و تنها یک دختر بنام مارسیا داشت.

## زمامداری

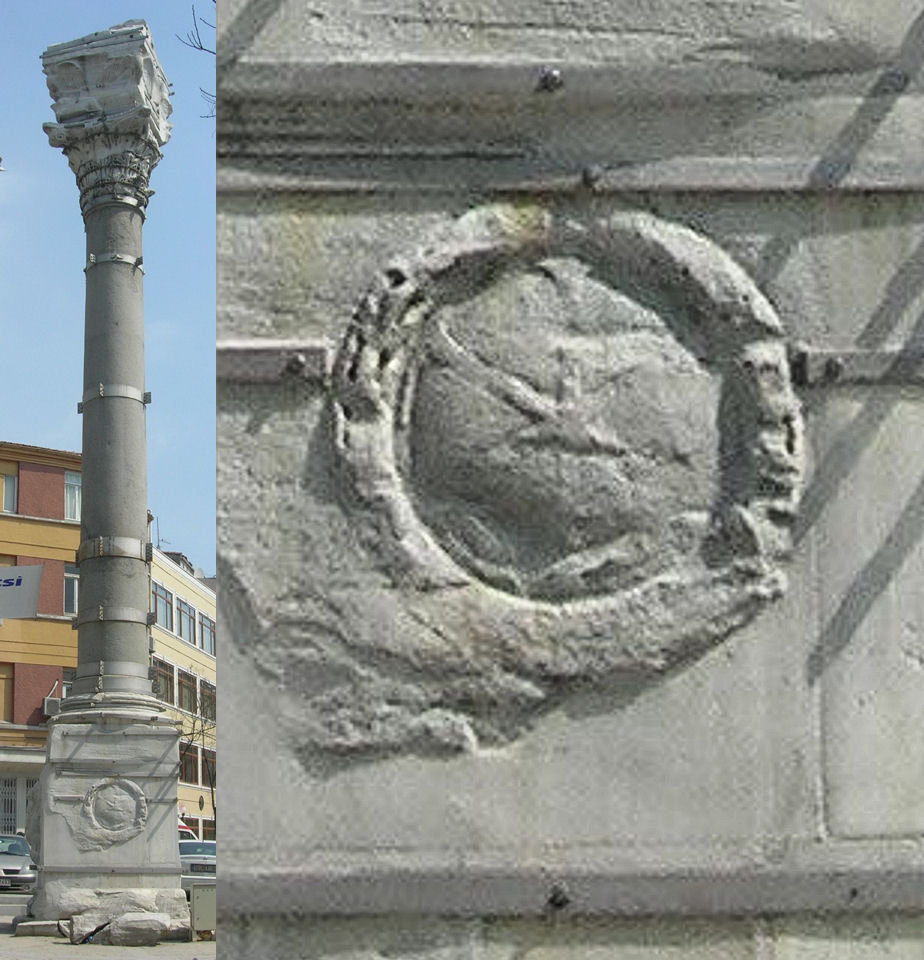
ستون سده ۵ میلادی مارسیانوس به همراه نشان کی‌رو درون شاخه گل

در آغاز زمامداری، وی از پرداخت خراج به آتیلا که پدرش برای جلوگیری از یورش می‌پرداخت، سرباز زد. آتیلا هم که می‌دانست چیرگی بر قسطنطنیه دست‌نیافتنی است، مارسیانوس را رها و به لشکرکشی خود به ایتالیا پرداخت. البته چندی پیش از مرگ آتیلا، کشمکشی بین دو امپراتور روی داد اما بزودی آتیلا درگذشت و موضوع ادامه نیافت.
وی اوضاع اقتصادی را بهبود داد، تجاوز به سوریه و مصر را دفع، و سرکشی‌های ارمنیان را فرونشاند. از دیگر کارهای وی، بنیانگذاری شورای کالسدون بود که میانجی میان گروه‌های فکری گوناگون بود. وی دولت روم را در مقابل یورش بربرها، و لشکرشی آتیلا و بر پایه سوگندش، وندال‌ها تنها گذاشت.
مارسیانوس بر اثر بیماری (احتمالاً قانقاریا) در یک سفر بلند دینی درگذشت. کلیسای ارتدوکس شرقی به وی و همسرش لقب قدیس داد و روز ۱۷ فوریه را بنام این دو نامگذاری کرد.
هالیوود در سال ۱۹۵۴ در فیلم Sign of the Pagan زندگی وی را به نمایش درآورد.
| پیشین: تئودوسیوس دوم | امپراتور بیزانس ۶۰۲میلادی - ۶۱۰میلادی | پسین: لئوی یکم |